# Diosaccus koreanus
Diosaccus koreanus is een eenoogkreeftjessoort uit de familie van de Miraciidae. De wetenschappelijke naam van de soort werd voor het eerst geldig gepubliceerd in 2020 door Lim, Band, Moon en Back.